# Goetghebueria fasciata
Goetghebueria fasciata är en tvåvingeart som först beskrevs av Jean-Jacques Kieffer 1921.  Goetghebueria fasciata ingår i släktet Goetghebueria och familjen fjädermyggor.
Artens utbredningsområde är Polen. Inga underarter finns listade i Catalogue of Life.